# Unroch III
Unruoch III lub (H)unroch III (ur. ok. 840, zm. po 1 lipca 874) – margrabia Friuli w latach 863–874.
Był najstarszym żyjącym synem Eberharda i Gizeli córki Ludwika Pobożnego. Poślubił Avę, córkę Liutfrida z Monzy i pozostawił po sobie syna Eberharda ze Sulichgau, lecz jego następcą został jego brat Berengar. Pozostawił po sobie też córkę, która została zakonnicą w Bresci, lecz uprowadzona przez ludzi Liutwarda biskupa Vercelli w 887, została zmuszona do małżeństwa z jednym z jego krewnych.